# Nicolas-André Monsiau
Nicolas-André Monsiau (Parigi, 1754 – Parigi, 31 maggio 1837) è stato un pittore francese.
Il suo stile e la sua colorazione alla maniera di Nicolas Poussin contrassegnarono la sua arte conservatrice durante il Neoclassicismo.

## Biografia
Frequentò l'Académie royale de peinture et de sculpture di Parigi che a quel tempo era diretto da Jean-François-Pierre Peyron. Grazie al Marchese di Couberon, studiò anche presso l'Accademia di Francia a Roma dal 1776.